# Produktverantwortung
Produktverantwortung bezeichnet im ganz allgemeinen Sinn die Verantwortung, die den Hersteller oder den Händler eines Produktes hinsichtlich dieses Produktes trifft. Produktverantwortung ist in erster Linie ein politischer Begriff, nur in zweiter Linie auch ein juristischer.
Im politischen Zusammenhang ist von Produktverantwortung meistens dann die Rede, wenn Produkte Fehler haben, die sich erst beim Gebrauch zeigen und dadurch Schaden anrichten. Beispiele hierfür, die stets große öffentliche Aufmerksamkeit erregen, sind Arzneimittelskandale, wie die zu spät erkannten Nebenwirkungen des Medikaments Lipobay oder – aus früheren Jahren – der Contergan-Skandal. Die Berufung auf die Produktverantwortung hat meistens den Zweck, Hersteller von Produkten, die möglicherweise Schäden verursachen können, zu größerer Sorgfalt in Produktdesign und in der Produktion selbst anzuhalten. Wenn tatsächlich Schäden auftreten, dann ist dies Gegenstand der Produkthaftung.
In den letzten Jahren sind weitere Bedeutungen des Begriffs hinzugekommen:
- Zum einen bezeichnet man damit die den Herstellern auferlegte Verantwortung dafür, dass ein Produkt nach seiner Verwendung schadlos entsorgt werden kann. Diese ist in § 23 des Kreislaufwirtschaftsgesetzes geregelt. Diese "Herstellerverantwortung" wird zwischenzeitlich so definiert, dass auch kleine und kleinste Händler Abgaben an private Abfallwirtschaftsunternehmen zahlen und jährlich über ihre Verpackungsmengen Meldung machen müssen. Das geht auf die Initiative des ehemaligen Bundesumweltministers Sigmar Gabriel und seine Novelle der Verpackungsverordnung zurück, die der Abfalllobby zusätzliche Einnahmen und den Unternehmen mehr Bürokratie bereitet hat.
- Zum anderen können damit in einem viel weiteren Sinne Anforderungen an das Produkt gemeint sein, die nichts mit dessen Gebrauchstauglichkeit zu tun haben, sondern an den Produktionsprozess gestellt werden. Ein Beispiel dafür ist die Erwartung vieler Konsumenten, dass Produkte nicht durch Kinderarbeit hergestellt werden; ein weiteres die Erwartung an Lebensmittel, dass ihre Produktion umweltschonend stattfinden soll. Die Erfüllung derartiger zusätzlicher Anforderungen an eine besonders verantwortungsvolle Produktionsweise wird von der Wirtschaft bisher vor allem mittels freiwilliger Gütesiegel dokumentiert. Die bekanntesten gibt es für die Bereiche Umwelt (Blauer Engel) und Nahrungsmittel (Bio-Zeichen nach EG-Öko-Verordnung und mehrere, von privat getragenen Erzeuger- und Handelsorganisationen wie z. B. Bioland), weitere im Bereich Textilien.

Darüber hinaus steht Produktverantwortung für den Grad, mit dem sich ein Mitarbeiter mit dem von ihm geschaffenen Produkt identifiziert. Im Journalismus beispielsweise kann ein Mangel an Produktverantwortung dazu führen, dass Autoren keine angemessene Sorgfalt und Kreativität bei ihren Texten einbringen. Wenn auch der kontrollierende Redakteur nicht oder nur flüchtig redigiert und layoutet, verliert das Produkt an Qualität.